# Elit
Una elit és un grup social minoritari dins una societat que resulta privilegiat per la seva preminència en aspectes tan diversos com pot ser l'economia, la institucionalitat, la cultura… i que manté una situació de superioritat respecte a la resta de grups que formen part del col·lectiu.
Dins d'una mateixa societat poden existir diferents elits, depenent dels interessos particulars de cadascuna d'elles. L'existència d'aquestes elits en plural es relaciona amb la creixent diferenciació de la societat. En la mesura que diferents camps socials es van fent cada vegada més autònoms (art, economia, ciència, política, etc.), Van emergint elits sectorials que defensen els seus propis punts de vista. Des d'aquest angle, un dels problemes centrals de les societats modernes és la integració horitzontal, és a dir, el manteniment de relacions mitjanament harmòniques entre diferents elits sectorials. D'altra banda, també presenten el desafiament de la integració vertical, és a dir, l'establiment d'un contacte fluid amb el comú de la població.
A la història del pensament social aquest tema ha estat estudiat des de l'antiguitat, a partir de conceptes de saviesa i virtut. No obstant això, és cap a finals del segle xviii i principis del segle xix quan la noció d'elit cobra gran rellevància. L'aparició del terme elit en el francès està íntimament relacionat amb els ideals republicans, en tant el concepte simbolitza la demanda de què els qui exerceixen el poder han de ser escollits "per les seves virtuts i els seus mèrits" i no pel seu origen familiar.
En termes analítics, els pares d'una teoria d'elits són Caetano Mosca i Vilfredo Pareto, encara que alguns també consideren la rellevància fundacional de Robert Michels, sobretot per la seva llei sobre la creixent oligarquizació dels partits polítics en particular i de les organitzacions socials en general. Un altre autor de gran rellevància és Wright Mills, ja que ell va encunyar el terme d'elit de poder. Amb aquest concepte es fa referència al nucli de poder que en els Estats Units es produeix entre les elits econòmiques, polítiques i militars.
Actualment hi ha cert consens en què les elits són necessàries en la societat i que seria més aviat quimèric pensar en la seva inexistència. De fet, amb la caiguda dels socialisme real i l'ocàs de la utopia d'una societat sense classes, les elits tornen lentament a ocupar un lloc central en la teoria social. El propi d'una teoria d'elits és l'accent del conflicte entre diferents elits, i també la imputació de responsabilitat pel decurs que va adoptant la societat i, finalment, l'èmfasi en l'agència abans que en l'estructura. De fet, les elits poden ser concebudes com a actors claus per possibilitar o impedir el canvi d'una societat.